# Maximiliano Morález
Maximiliano Nicolás Morález (Granadero Baigorria, Provincia de Santa Fe, Argentina; 27 de febrero de 1987), también conocido como Maxi Morález, es un futbolista argentino. Juega como extremo izquierdo y actualmente se encuentra en New York City de la Major League Soccer.
Su carrera como futbolista profesional comenzó en Racing Club de Avellaneda en el año 2005. Rápidamente, se transformó en una de las grandes jóvenes promesas que podía tener el fútbol argentino. Formó parte del plantel que logró salvarse del descenso en la promoción ante Belgrano del Torneo Clausura 2008 y fue autor del único gol en el partido de vuelta.
En 2009 fue transferido a Vélez Sarsfield, en donde logró ganar el Clausura 2009 y el Clausura 2011, destacándose principalmente por sus habilidades futbolísticas y su capacidad para realizar tiros libres, siendo el más recordado el que convirtió ante su ex club,  Racing, en el Apertura 2010 en el que Vélez quedó como subcampeón. De allí, pasó a jugar para el Atalanta B. C. (Italia), León (México) y New York City F. C. (Estados Unidos). Con este último consiguió la MLS Cup en el 2021. En 2023 regresa a Racing, con el que se consagra campeón de la Supercopa Internacional.
Es apodado frecuentemente frasquito, debido a su pequeña contextura. Tan solo mide 1,62 metros y pesa 62 kilos.
Fue internacional con la Selección de fútbol de Argentina, con la que logró conseguir la Copa Mundial y el Campeonato Sudamericano en el año 2007 estando en la categoría sub-20.

## Biografía
Nació en Granadero Baigorria, pero se crio en Fray Luis Beltrán (Santa Fe) junto con su papá Hugo quien es albañil, su mamá Mirta que es ama de casa y tres hermanas mujeres. Sus primeros pasos en el fútbol fueron en el Club Villa Felisa, hasta que "por joder un rato"[cita requerida] fue en bicicleta a una prueba que Racing Club hizo en San Lorenzo (Santa Fe). A partir de ahí se formó futbolísticamente en las inferiores de la Academia.

## Trayectoria

### Racing Club
Morález comenzó su carrera profesional en Racing Club en el campeonato Clausura argentino en 2005. El por entonces director técnico de Racing Guillermo Rivarola lo hizo debutar el 12 de junio en un empate 2-2 contra Colón. Comenzó a ser titular en su club con la llegada de Diego Pablo Simeone a la dirección técnica en 2006 por sus destacadas actuaciones. Convirtió su primer gol con la camiseta de Racing en estadio Monumental en una victoria 2-0 de la Academia ante River Plate, y pese a su estatura lo hizo de cabeza frente a la marca de Eduardo Tuzzio y Horacio Ameli. Bajo la dirección de Simeone en 2006 se convirtió en el dueño del equipo de Avellaneda y en la selección de Argentina de fútbol Sub-20, con la que obtendría el Mundial de Fútbol de la categoría en Canadá 2007, siendo una de las principales figuras del equipo.

### FC Moscú

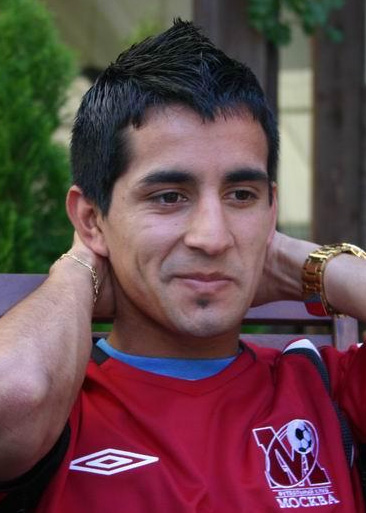
Maxi Morález presentado en el FC Moscú en el 2007

En septiembre de 2007 se trasladó a la Liga Premier de Rusia, en las filas del FC Moscú por un monto cercano a 6 millones de dólares. Sin embargo, volvió al club de Avellaneda a la temporada siguiente.

### Vuelta a Racing
En su vuelta a Racing, el equipo se encontraba en peligro de perder la categoría y debió disputar una promoción por la permanencia contra Club Atlético Belgrano. Tras empatar 1 a 1 en Córdoba, en el partido de vuelta disputado en Avellaneda, Morález convirtió el gol que le dio a Racing la victoria, dejándolo en la máxima división del fútbol argentino.

### Vélez Sársfield
En enero de 2009 fue adquirido por Vélez Sársfield a 1,92 millones de euros. Durante los primeros seis meses ayudó al equipo a ganar el campeonato de Clausura 2009, compitiendo en 14 partidos y marcando 5 goles. Uno de sus goles le dio el título a su equipo en el partido contra Huracán por 1-0. En el siguiente torneo fue el goleador del equipo junto con Jonathan Cristaldo con 5 goles cada uno. El 5 de marzo de 2011 renovó su contrato con el Fortín hasta 2013. Durante este período, ganó el Clausura 2011 con el club, jugando 14 partidos y marcando 4 goles. En esta misma temporada disputó 11 de los 12 partidos del equipo en la Copa Libertadores de América, anotando 5 goles.
A mediados del año 2011, decidió dejar el Club Atlético Vélez Sársfield para ser vendido así por 2 años al Atalanta, equipo que milita en la Serie A de Italia.

### Atalanta

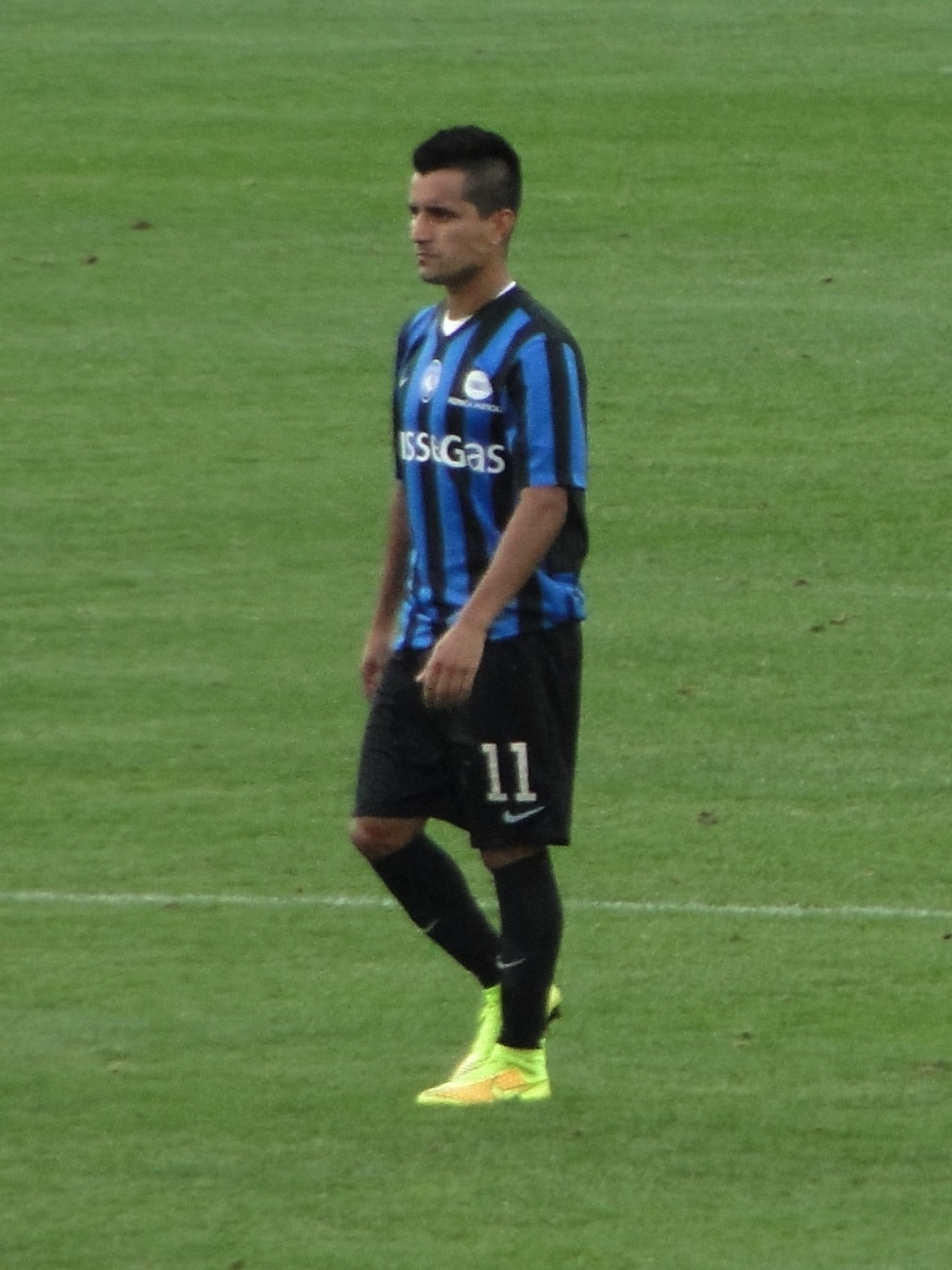
Maxi Morález jugando en el Atalanta

El jugador fue comprado por el club italiano por menos de 7 millones de dólares, firmando un contrato por cinco años. Al llegar a Italia, en la temporada 2011-2012, el jugador resultó ser el más bajo de la Serie A italiana con 159 cm.
Hizo su debut con el número 11 con la nueva camiseta el 21 de agosto, encuentro válido por la tercera ronda de la Copa Italia en Bergamo, en la que el equipo se enfrentó al Gubbio. En este juego marcó el equilibrio momentáneo el juego final 4-3 a la de Umbría. 11 de septiembre debut en Serie A encuentro que vio la cara Atalanta Génova en Marassi. En el mismo juego lleva una escopeta. Unos días más tarde, en el juego externo ganó 1-2 con el Parma, marcó otros dos goles que aumentaron a 4 goles.
Tras una temporada que lo colocó en el puesto 11 de la Serie A pasada el Atalanta siempre alternado por momentos un muy buen fútbol se prometió terminar lo más alto posible del torneo tal vez ingresar a una competición europea en el inicio de la temporada Serie A 2014/15 el director técnico Stefano Colantuono lo tendría entre los 11 titulares en el debut el 31 de agosto ante el Hellas Verona, Maxi Morález jugó hasta los 74 minutos de juegos, y luego sería remplazado por su compañero Richmond Boakye; en el empate 0-0 sumó su primer punto.
El 22 de noviembre Maxi Morález podría festejar su primer gol en la temporada en la fecha 12 tras un pase hacia atrás que remate con la derecha desde el centro del área con potencia al palo superior del arquero a los 2 minutos de juego en la derrota del Atalanta 2-1 ante el equipo de la capital AS Roma, de esa manera el equipo sumo su 5.º partido consecutivo sin poder ganar. El 7 de diciembre el Atalanta tendría un partido clave por la tabla del descenso contra un rival directo el Cesena en un partido que podría dar vuelta el resultado de 0-2 a 3-2 con contribución de Morález convirtiendo un gol tras remate con la izquierda a quemarropa desde el lado izquierdo al centro de la portería, de esa manera le dio el triunfo y tres puntos.
Por la jornada 16 del Calcio el 21 de diciembre el último partido antes del receso de invierno en Europa el Atalanta recibiría como local al US Palermo en lo que sería un partidazo un empate 3-3 con mucha participación argentina en el marcador incluyendo la de Maxi Morález que aportó un gol tras un rebote del arquero que le quedaría servida para rematar con la derecha desde el centro del área por bajo, junto al palo izquierdo. En el nuevo año 2015 el Atalanta debutaría el 6 de enero con una de las sensaciones de torneo el Genoa CFC sería un empate 2-2 con presencia en el marcador Morález tras un contraataque un pase entre líneas lo dejó solo contra el arco y definió con la derecha desde el lado derecho del interior del área por bajo, junto al palo izquierdo.

### Club León
El 24 de diciembre de 2015, Jesús Martínez Murguía (presidente del León), confirmó que Morález jugaría el torneo de 2016 con el Club León.

### New York City F. C.

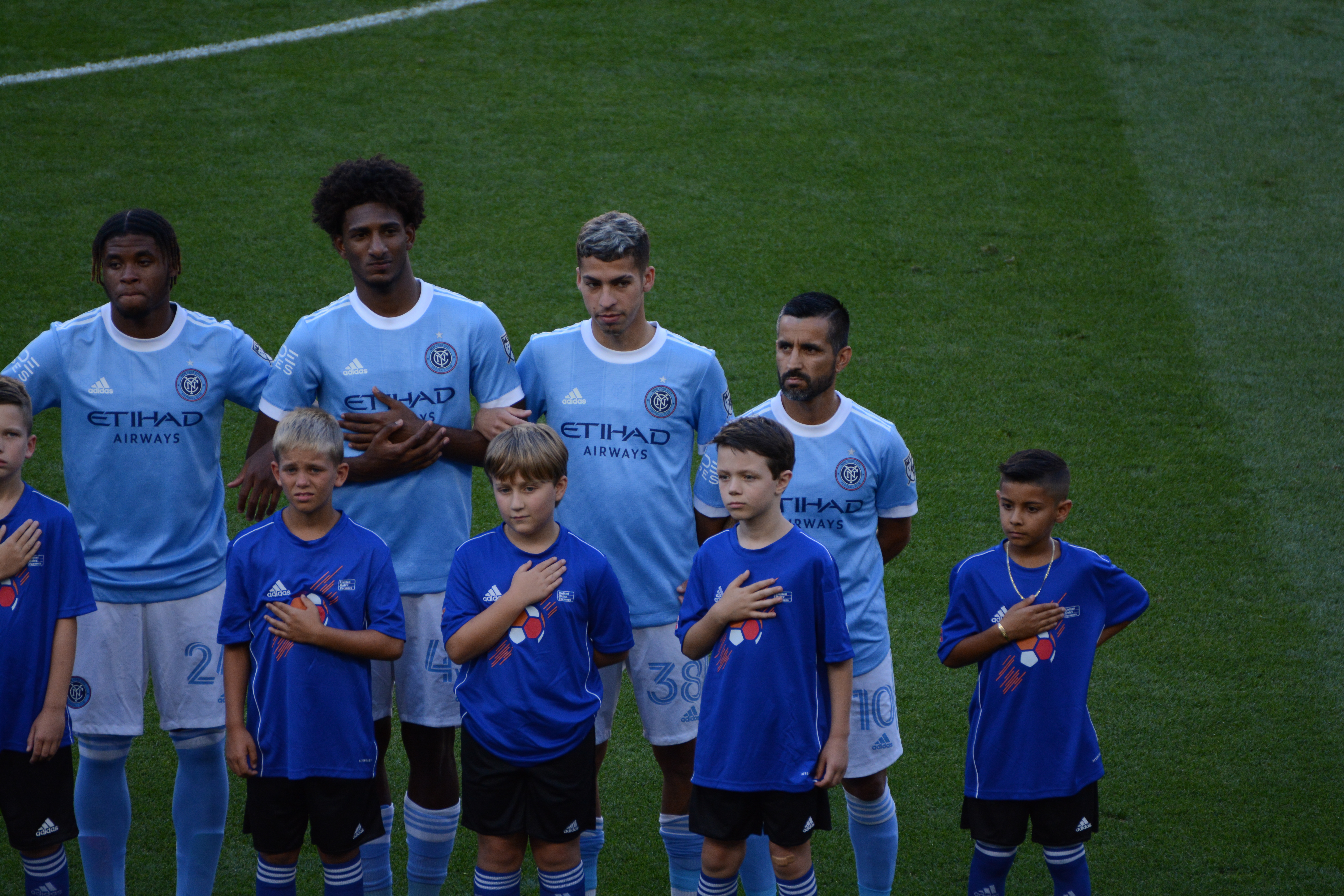
Morález (derecha) junto al plantel de New York City FC

El 15 de febrero de 2017, New York City anunció que había sido fichado como jugador de franquicia. En el año 2021, es ganador de la MLS Cup tras vencer a Portland Timbers en una tanda de penales.

### Segunda vuelta a Racing Club
El 15 de diciembre de 2022, Morález se desvincula del New York City FC para volver a Racing Club, firmando contrato por un año, con opción a un año más.
El 20 de enero del 2023, gana la Supercopa Internacional en Abu Dhabi frente al Boca Juniors, partido en el cual hace una asistencia para el primer gol de Johan Carbonero, obteniendo así su primer título profesional en el club que lo vio nacer. Convierte su único gol ante Instituto de Córdoba.

### Vuelta a New York City
El 8 de agosto de 2023, regresó a New York City tras su breve paso por Racing Club, y firmó contrato hasta 2027.

## Selección nacional
Ha jugado en seleccionados juveniles argentinos. En 2007 fue subcampeón del Campeonato Sudamericano Sub-20 con la Selección Argentina Sub-20 y también se consagró campeón del mundial juvenil sub-20 realizado en Canadá,  donde obtuvo los premios Botín de Bronce (tercer goleador del torneo) y Balón de Plata (segundo mejor jugador del torneo), llevándose en ambos casos el premio dorado Sergio Agüero.
Debutó por la selección de Argentina el 16 de marzo de 2011 en la victoria por 4-1 contra Venezuela por un encuentro amistoso.

## Estadísticas

### Clubes
Actualizado de acuerdo al último partido jugado el 5 de agosto de 2025.
| Club                               | Div.          | Temporada     | Liga  | Liga  | Liga   | Copas Nacionales | Copas Nacionales | Copas Nacionales | Torneos Internacionales | Torneos Internacionales | Torneos Internacionales | Total | Total | Total  |
| Club                               | Div.          | Temporada     | Part. | Goles | Asist. | Part.            | Goles            | Asist.           | Part.                   | Goles                   | Asist.                  | Part. | Goles | Asist. |
| ---------------------------------- | ------------- | ------------- | ----- | ----- | ------ | ---------------- | ---------------- | ---------------- | ----------------------- | ----------------------- | ----------------------- | ----- | ----- | ------ |
| Racing Club Argentina              | 1.ª           | 2004-05       | 4     | 0     | 0      | —                | —                | —                | —                       | —                       | —                       | 4     | 0     | 0      |
| Racing Club Argentina              | 1.ª           | 2005-06       | 15    | 1     | 2      | —                | —                | —                | —                       | —                       | —                       | 15    | 1     | 2      |
| Racing Club Argentina              | 1.ª           | 2006-07       | 33    | 7     | 5      | —                | —                | —                | —                       | —                       | —                       | 33    | 7     | 5      |
| Racing Club Argentina              | 1.ª           | 2007-08       | 20    | 3     | 5      | —                | —                | —                | —                       | —                       | —                       | 20    | 3     | 5      |
| Racing Club Argentina              | 1.ª           | 2008-09       | 18    | 5     | 4      | —                | —                | —                | —                       | —                       | —                       | 18    | 5     | 4      |
| Racing Club Argentina              | 1.ª           | 2023          | 17    | 1     | 2      | 3                | 0                | 1                | 3                       | 0                       | 0                       | 23    | 1     | 3      |
| Racing Club Argentina              | Total club    | Total club    | 107   | 17    | 18     | 3                | 0                | 1                | 3                       | 0                       | 0                       | 113   | 17    | 19     |
| F. C. Moscú · Rusia                | 1.ª           | 2007          | 6     | 0     | 0      | 1                | 0                | 0                | —                       | —                       | —                       | 7     | 0     | 0      |
| F. C. Moscú · Rusia                | Total club    | Total club    | 6     | 0     | 0      | 1                | 0                | 0                | 0                       | 0                       | 0                       | 7     | 0     | 0      |
| C. A. Vélez Sársfield Argentina    | 1.ª           | 2008-09       | 14    | 5     | 1      | —                | —                | —                | —                       | —                       | —                       | 14    | 5     | 1      |
| C. A. Vélez Sársfield Argentina    | 1.ª           | 2009-10       | 26    | 7     | 6      | —                | —                | —                | 14                      | 0                       | 4                       | 40    | 7     | 10     |
| C. A. Vélez Sársfield Argentina    | 1.ª           | 2010-11       | 32    | 8     | 9      | —                | —                | —                | 12                      | 5                       | 2                       | 44    | 13    | 11     |
| C. A. Vélez Sársfield Argentina    | Total club    | Total club    | 72    | 20    | 16     | 0                | 0                | 0                | 26                      | 5                       | 6                       | 98    | 25    | 22     |
| Atalanta B. C. · Italia            | 1.ª           | 2011-12       | 34    | 6     | 7      | 1                | 1                | 0                | —                       | —                       | —                       | 35    | 7     | 7      |
| Atalanta B. C. · Italia            | 1.ª           | 2012-13       | 29    | 1     | 2      | 2                | 0                | 0                | —                       | —                       | —                       | 31    | 1     | 2      |
| Atalanta B. C. · Italia            | 1.ª           | 2013-14       | 32    | 5     | 6      | 1                | 0                | 0                | —                       | —                       | —                       | 33    | 5     | 6      |
| Atalanta B. C. · Italia            | 1.ª           | 2014-15       | 30    | 5     | 6      | 1                | 0                | 0                | —                       | —                       | —                       | 31    | 5     | 6      |
| Atalanta B. C. · Italia            | 1.ª           | 2015-16       | 17    | 1     | 4      | 1                | 1                | 1                | —                       | —                       | —                       | 18    | 2     | 5      |
| Atalanta B. C. · Italia            | Total club    | Total club    | 142   | 18    | 25     | 6                | 2                | 1                | 0                       | 0                       | 0                       | 148   | 20    | 26     |
| Club León · México                 | 1.ª           | C-2016        | 18    | 4     | 4      | 2                | 1                | 3                | —                       | —                       | —                       | 20    | 5     | 7      |
| Club León · México                 | 1.ª           | 2016-17       | 16    | 2     | 3      | 5                | 0                | 0                | —                       | —                       | —                       | 21    | 2     | 3      |
| Club León · México                 | Total club    | Total club    | 34    | 6     | 7      | 7                | 1                | 3                | 0                       | 0                       | 0                       | 41    | 7     | 10     |
| New York City F. C. Estados Unidos | 1.ª           | 2017          | 31    | 5     | 8      | 1                | 0                | 0                | —                       | —                       | —                       | 32    | 5     | 8      |
| New York City F. C. Estados Unidos | 1.ª           | 2018          | 35    | 9     | 11     | —                | —                | —                | —                       | —                       | —                       | 35    | 9     | 11     |
| New York City F. C. Estados Unidos | 1.ª           | 2019          | 30    | 7     | 13     | 3                | 1                | 1                | —                       | —                       | —                       | 33    | 8     | 14     |
| New York City F. C. Estados Unidos | 1.ª           | 2020          | 16    | 2     | 6      | —                | —                | —                | 4                       | 0                       | 0                       | 20    | 2     | 6      |
| New York City F. C. Estados Unidos | 1.ª           | 2021          | 34    | 4     | 13     | —                | —                | —                | 1                       | 0                       | 1                       | 35    | 4     | 14     |
| New York City F. C. Estados Unidos | 1.ª           | 2022          | 32    | 5     | 6      | 2                | 0                | 0                | 5                       | 2                       | 1                       | 39    | 7     | 7      |
| New York City F. C. Estados Unidos | 1.ª           | 2023          | 4     | 0     | 0      | —                | —                | —                | —                       | —                       | —                       | 4     | 0     | 0      |
| New York City F. C. Estados Unidos | 1.ª           | 2024          | 20    | 1     | 5      | —                | —                | —                | 5                       | 1                       | 2                       | 25    | 2     | 7      |
| New York City F. C. Estados Unidos | 1.ª           | 2025          | 24    | 2     | 5      | —                | —                | —                | 2                       | 0                       | 0                       | 26    | 2     | 5      |
| New York City F. C. Estados Unidos | Total club    | Total club    | 226   | 35    | 67     | 6                | 1                | 1                | 17                      | 3                       | 4                       | 249   | 39    | 72     |
| Total carrera                      | Total carrera | Total carrera | 587   | 96    | 133    | 23               | 4                | 6                | 46                      | 8                       | 10                      | 656   | 108   | 149    |
| 1. 2. 3.                           |               |               |       |       |        |                  |                  |                  |                         |                         |                         |       |       |        |

### Selección
Actualizado de acuerdo al último partido jugado el 16 de noviembre de 2011.
| Selección          | Año               | Amistosos | Amistosos | Amistosos | Eliminatorias | Eliminatorias | Eliminatorias | Continental | Continental | Continental | Mundial | Mundial | Mundial | Total | Total | Total  |
| Selección          | Año               | Part.     | Goles     | Asist.    | Part.         | Goles         | Asist.        | Part.       | Goles       | Asist.      | Part.   | Goles   | Asist.  | Part. | Goles | Asist. |
| ------------------ | ----------------- | --------- | --------- | --------- | ------------- | ------------- | ------------- | ----------- | ----------- | ----------- | ------- | ------- | ------- | ----- | ----- | ------ |
| Sub-20 Argentina   | 2007              | —         | —         | —         | —             | —             | —             | —           | —           | —           | 7       | 4       | 4       | 7     | 4     | 4      |
| Sub-20 Argentina   | Total             | 0         | 0         | 0         | 0             | 0             | 0             | 0           | 0           | 0           | 7       | 4       | 4       | 7     | 4     | 4      |
| Absoluta Argentina | 2011              | 1         | 0         | 0         | —             | —             | —             | —           | —           | —           | —       | —       | —       | 1     | 0     | 0      |
| Absoluta Argentina | Total             | 1         | 0         | 0         | 0             | 0             | 0             | 0           | 0           | 0           | 0       | 0       | 0       | 1     | 0     | 0      |
| Total selecciones  | Total selecciones | 1         | 0         | 0         | 0             | 0             | 0             | 0           | 0           | 0           | 7       | 4       | 4       | 8     | 4     | 4      |
| 1.                 |                   |           |           |           |               |               |               |             |             |             |         |         |         |       |       |        |

## Palmarés

### Campeonatos nacionales
| Título                  | Club                  | País           | Año    |
| ----------------------- | --------------------- | -------------- | ------ |
| Primera División        | C. A. Vélez Sarsfield | Argentina      | C-2009 |
| Primera División        | C. A. Vélez Sarsfield | Argentina      | C-2011 |
| MLS Cup                 | New York City F. C.   | Estados Unidos | 2021   |
| Supercopa Internacional | Racing Club           | Argentina      | 2023   |

### Campeonatos internacionales
| Título              | Club             | País   | Año  |
| ------------------- | ---------------- | ------ | ---- |
| Copa Mundial Sub-20 | Argentina Sub-20 | Canadá | 2007 |

### Distinciones individuales
| Distinción                               | Año  |
| ---------------------------------------- | ---- |
| Bota de Bronce de la Copa Mundial Sub-20 | 2007 |
| Balón de Plata de la Copa Mundial Sub-20 | 2007 |
| Mejor jugador de Vélez Sársfield del Año | 2009 |
| Máximo asistidor de la MLS               | 2019 |